# قرة قباد (نظر أباد)
قرة قباد هي قرية في مقاطعة نظر أباد، إيران. يقدر عدد سكانها بـ 245 نسمة بحسب إحصاء 2016.